# 脇田進
脇田 進（わきた すすむ、1947年5月11日 - ）は、兵庫県出身のプロゴルファー。

## 来歴
1983年に有馬ロイヤルGCで初めて開催された関西オープンでは初日を宮本省三・金山和雄・山本善隆に次ぐ6位タイでスタートし、2日目には3位タイに着ける。3日目には快晴で微風の好コンディションながら難しいグリーンに悩まされてスコアを伸ばせなかったが、前日8位から一気に浮上した杉原輝雄に1打差付けて首位に立つ。最終日には杉原・山本・金山・甲斐俊光・曽根保夫・金本章生・前田新作・橘田規・磯村芳幸を抑え、プロ11年目での初優勝で賞金400万円を獲得。
1987年の関西オープンを最後にレギュラーツアーから引退。

## 主な優勝
- 1983年 - 関西オープン